# East Suffolk (district)
Pour les articles homonymes, voir East Suffolk.
East Suffolk est un district non métropolitain du Suffolk, en Angleterre.

## Histoire
Le district d'East Suffolk est créé le 1er avril 2019 par la fusion des districts de Suffolk Coastal et Waveney.

## Composition
Le district comprend les paroisses civiles suivantes :
- Aldeburgh (ville)
- Alderton
- Aldringham cum Thorpe
- All Saints and St Nicholas, South Elmham
- Badingham
- Barnby
- Barsham
- Bawdsey
- Beccles (ville)
- Benacre
- Benhall
- Blaxhall
- Blundeston
- Blyford
- Blythburgh
- Boulge
- Boyton
- Bramfield
- Brampton with Stoven
- Brandeston
- Bredfield
- Brightwell
- Bromeswell
- Bruisyard
- Bucklesham
- Bungay (ville)
- Burgh
- Butley
- Campsea Ashe
- Capel St Andrew
- Carlton Colville
- Charsfield
- Chediston
- Chillesford
- Clopton
- Cookley
- Corton
- Covehithe
- Cransford
- Cratfield
- Cretingham
- Culpho
- Dallinghoo
- Darsham
- Debach
- Dennington
- Dunwich
- Earl Soham
- Easton
- Ellough
- Eyke
- Falkenham
- Farnham
- Felixstowe (ville)
- Flixton
- Flixton
- Foxhall
- Framlingham
- Friston
- Frostenden
- Gedgrave
- Gisleham
- Great Bealings
- Great Glemham
- Grundisburgh
- Hacheston
- Halesworth (ville)
- Hasketon
- Hemley
- Henstead with Hulver Street
- Heveningham
- Hollesley
- Hoo
- Holton
- Huntingfield
- Iken
- Kelsale cum Carlton
- Kesgrave
- Kessingland
- Kettleburgh
- Kirton
- Knodishall
- Leiston (ville)
- Letheringham
- Levington
- Linstead Magna
- Linstead Parva
- Little Bealings
- Little Glemham
- Lound
- Lowestoft (ville)
- Marlesford
- Martlesham
- Melton
- Mettingham
- Middleton
- Monewden
- Mutford
- Nacton
- Newbourne
- North Cove
- Orford (ville)
- Otley
- Oulton
- Oulton Broad
- Parham
- Peasenhall
- Pettistree
- Playford
- Purdis Farm
- Ramsholt
- Redisham
- Rendham
- Rendlesham
- Reydon
- Ringsfield
- Rumburgh
- Rushmere
- Rushmere St Andrew
- Saxmundham (ville)
- Saxtead
- Shadingfield
- Shipmeadow
- Shottisham
- Sibton
- Snape
- Somerleyton, Ashby and Herringfleet
- Sotherton
- Sotterley
- South Cove
- Southwold (ville)
- Spexhall
- Sternfield
- Stratford St Andrew
- Stratton Hall
- St Andrew, Ilketshall
- St Cross South Elmham
- St James, South Elmham
- St John, Ilketshall
- St Lawrence, Ilketshall
- St Margaret, Ilketshall
- St Margaret, South Elmham
- St Mary, South Elmham
- St Michael, South Elmham
- St Peter, South Elmham
- Sudbourne
- Sutton
- Sutton Heath
- Sweffling
- Swilland
- Thorington
- Trimley St Martin
- Trimley St Mary
- Tuddenham St Martin
- Tunstall
- Ubbeston
- Ufford
- Uggeshall
- Walberswick
- Waldringfield
- Walpole
- Wangford with Henham
- Wantisden
- Wenhaston with Mells Hamlet
- Westerfield
- Westhall
- Weston
- Westleton
- Wickham Market
- Willingham St Mary
- Wissett
- Witnesham
- Woodbridge (ville)
- Worlingham
- Wrentham
- Yoxford